# Ян из Дукли

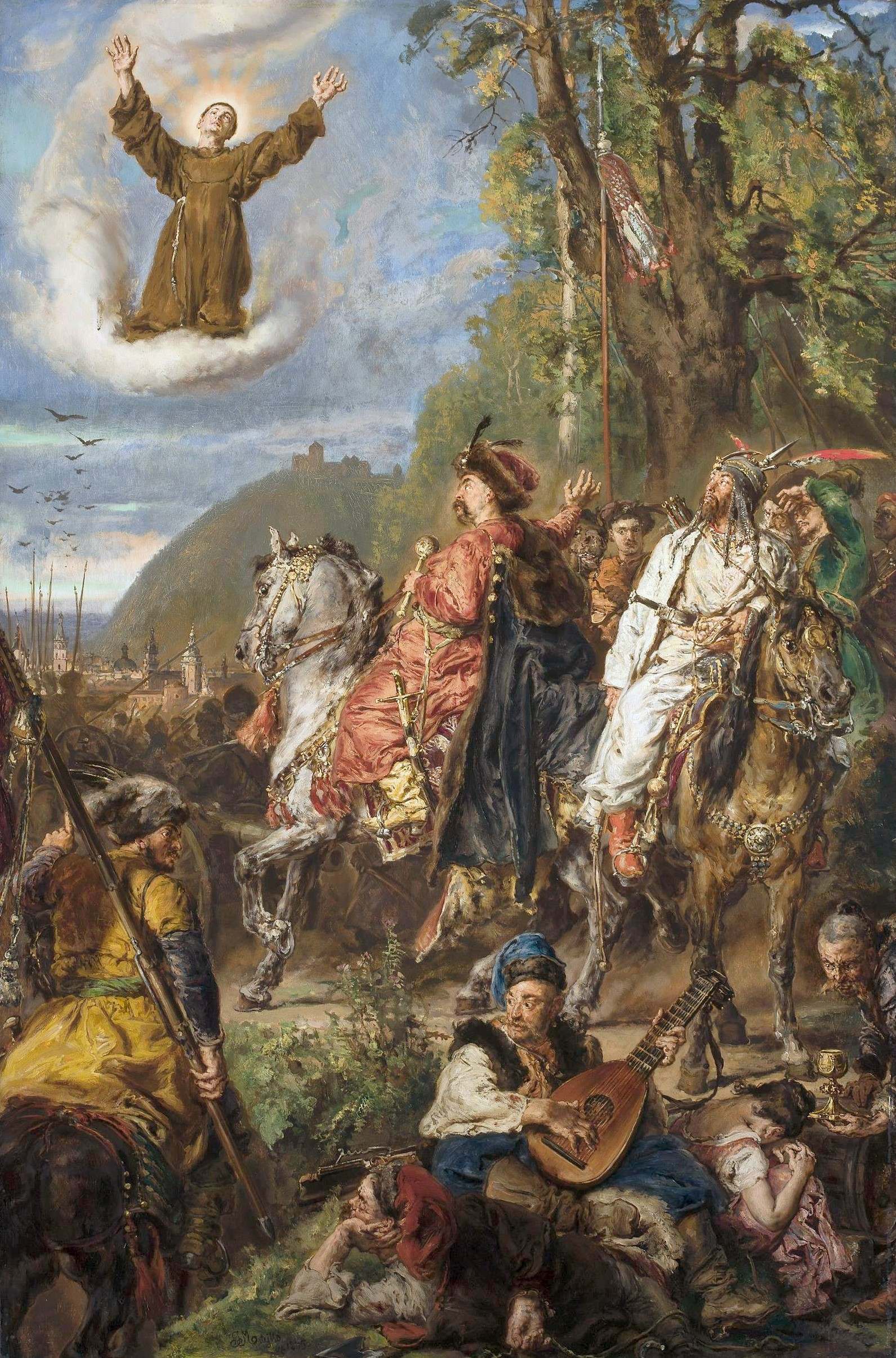
Ян Матейко.Богдан Хмельницкий и Тугай-Бей под Львовом

Иоанн (Ян) Дзьвиг из Дукли (пол. Jan z Dukli; 1414, Дукля, Польша — 29 сентября 1484, Львов, теперь Украина) — пресвитер, польский святой Римско-католической церкви. День памяти празднуется 8 июля.

## Биография
Ян родился в 1414 в городе Дукля (епархия Пшемысля) в семье мещанина. По неподтвержденным исторически данным учился в университете Кракова.
После окончания учебы вернулся в родной город и поселился в лесу, ведя жизнь отшельника.
Между 1434 и 1440 гг. в Кросно Ян вступил в Нищенствующий орден Францисканцев — Братьев Меньших Конвентуальных. До принятия священнического рукоположения Ян учился у францисканцев. В ордене выполнял различные обязанности, в частности, проповедника.
Проявил себя просвещённым священником и богословом. Несколько раз избирался настоятелем монастырей в Кросно и Львове, а также был их куратором между 1443 и 1461 гг.
В 1438—1440 гг. занимался расширением кросненского монастыря.
После окончания срока выполнения этих функций на него была возложена должность проповедника во Львове.
В 1463 году под влиянием св. Иоанна Капистранского — реформатора религиозной жизни францисканского ордена — Ян из Дукли присоединился к Бернардинскому ордену.
Был послан на короткое время в Познань. Остаток своей жизни Ян провёл в монастыре, где выполнял различные поручения. В качестве проповедника и духовника был отмечен необыкновенным рвением.
Обладал даром пророчества.
Под конец жизни тяжело болел и утратил зрение, однако это не помешало ему в исполнении своих обязанностей.
В монастыре принимал участие во всех церемониях, особенно отличался в поклонении образу Девы Марии. Часто проводил всю ночь в молитвах.
Ян умер 29 сентября 1484 года и был похоронен во Львовском бернардинском костеле.

## Прославление
Сразу же после его смерти появился культ поклонения Яну из Дукли. Среди верующих росло количество приписываемых ему чудес и Божьих милостей, полученных при его посредничестве и благодаря его молитвам.
2 января 1733 г. Римским папой Климентом XII Ян из Дукли был беатифицирован. Его канонизацию совершил 10 июня 1977 года Римский папа Павел VI.
Святой Ян из Дукли является покровителем Польского Королевства и Великого княжества Литовского, Архиепархии Пшемысля, Кракова, Дукли, Львова и польских рыцарей.
В настоящее время его реликвии хранятся в церкви города Дукля. Культ святого отмечается также среди армян и православных верующих.
Согласно сведениям, содержащимся в историческом очерке «Осада Львова в 1648 году», известного львовского историка XIX века Людвика Кубалы, Святой Ян из Дукли способствовал сохранению города.

 «Это неожиданное отступление противника, и спасение их города от него, приписывают чуду когда Хмельницкий и Тугай-бей увидели в вечерних облаках над монастырём бернардинцев коленопреклоненную фигуру монаха с воздетыми вверх руками, и перед страшным этим видом отдали приказ к отступлению. Отцы бернардинцы признали в нем блаженного Яна из Дукли. А посему после отхода от Львова казаков, весь город сошелся в могиле его с шествием, и возложили корону на его могиле, а в следующем году установили перед костелом бернардинцев колонну, которая существует и по сей день».